# Save the Children
Save the Children ist eine internationale Nichtregierungsorganisation, die sich für die Rechte und den Schutz von Kindern weltweit einsetzt. Sie wurde im Jahr 1919 von der Lehrerin und Sozialreformerin Eglantyne Jebb in Großbritannien gegründet und ist konfessionell und politisch unabhängig. Heute besteht Save the Children International aus 28 Länderorganisationen – darunter Save the Children Deutschland e. V. und Save the Children Schweiz – und ist in rund 120 Ländern aktiv.
Erklärtes Ziel der Organisation ist es, die Rechte von Kindern weltweit zu stärken und ihre Leben zu verbessern. Die Arbeitsschwerpunkte liegen dabei auf den Bereichen Gesundheit und Überleben, Schule und Bildung sowie Schutz vor Gewalt und Ausbeutung. Darüber hinaus leistet Save the Children humanitäre Hilfe in Not- und Katastrophenfällen, zum Beispiel in Krisen wie dem Bürgerkrieg in Syrien, für Kinder und Familien in der Jemen-Krise, dem Krieg in Afghanistan oder nach Naturkatastrophen wie dem schweren Erdbeben in Nepal 2015.
Weiterhin fördert die Organisation politische Rechte für junge Menschen, insbesondere durch die Durchsetzung der UN-Kinderrechtskonvention. Save the Children hat einen allgemein beratenden Status im Wirtschafts- und Sozialrat der Vereinten Nationen.
Auf den Ausbruch der Corona-Pandemie im Jahr 2019 reagierte Save the Children mit einem weltweiten Notfallplan namens „Protect a Generation“ in 87 Ländern gleichzeitig.

## Geschichte
1919 gründete die englische Lehrerin und Krankenschwester Eglantyne Jebb zusammen mit ihrer Schwester Dorothy Buxton den Save the Children Fund in London. Am 19. Mai 1919 gaben sie in einer Veranstaltung in der Royal Albert Hall die Gründung der Organisation bekannt. Die beiden Schwestern sammelten zunächst vor allem Spenden, um Kindern in Deutschland und Österreich zu helfen, die in Folge des Ersten Weltkriegs unter einer Hungersnot litten. Bereits im Dezember 1919 traf Eglantyne Jebb Papst Benedikt XV und überzeugte ihn davon, Save the Children zu unterstützen. Dieser forderte am 28. Dezember, dem „Tag der unschuldigen Kinder“ die Kirchengemeinden auf, für Save the Children zu spenden.
Am 6. Januar 1920 wurde in Genf „The Save the Children Fund International Union“ gegründet, der ebenfalls von Eglantyne Jebb geleitet wurde. Ziel war es, die Hilfe von Save the Children aus einem neutralen Land wie der Schweiz heraus zu koordinieren. Gleichzeitig entstanden in verschiedenen Ländern Ableger der Save the Children Bewegung, die unabhängig von der britischen Gründungsorganisation agierten, jedoch der Save the Children Union angehörten, darunter Rädda Barnen in Schweden. Die Organisation half zeitnah in mehreren Kriegen betroffenen Kindern. Beispielsweise während des Kriegs zwischen Griechenland und Türkei 1919 bis 1922 und der Hungersnot in Russland 1921. Im Jahr 1972 schlossen sich die Save the Children Organisationen zur „International Save the Children Alliance“ zusammen, die 2010 in Save the Children International umbenannt wurde.
Inzwischen ist Save the Children seit 100 Jahren im Einsatz für Kinder. In den 1930er-Jahren half die Organisation beispielsweise Kindern und ihren Familien, die vor dem spanischen Bürgerkrieg flohen. In den 1940er-Jahren stand die Hilfe für Kinder nach dem Zweiten Weltkrieg im Fokus. In den 1950er- und 1960er-Jahren versorgte die Organisation u. a. Kinder, die unter den Folgen des Korea- und Vietnamkriegs litten. Auch während der großen Hungersnot in Äthiopien 1984/85 war die Organisation für Kinder im Einsatz. Mitte der 1990er-Jahre startete die Organisation u. a. ein Programm, um während des Genozids in Ruanda getrennte Familien wieder zusammenzuführen.

### Erklärung der Rechte des Kindes
Save the Children Gründerin Eglantyne Jebb war eine Vorreiterin für die Kinderrechte weltweit. Im Jahr 1923 formulierte sie erstmals die Rechte der Kinder in fünf Grundsätzen, der Children’s Charter. „Ich bin davon überzeugt, dass wir auf bestimmte Rechte der Kinder Anspruch erheben und für die allumfassende Anerkennung dieser Rechte arbeiten sollten“, schrieb Jebb dazu an den Völkerbund in Genf. Sie schuf den ersten Entwurf für das Schriftstück, das 1924 vom Völkerbund als „Genfer Erklärung“ verabschiedet wurde. Es enthielt die folgenden fünf Kriterien:
- Dem Kind müssen die Mittel an die Hand gegeben werden, die für seine gesunde Entwicklung erforderlich sind, sowohl materiell als auch emotional.
- Das Kind, das hungrig ist, muss ernährt werden, das kranke Kind muss versorgt werden, das rückständige Kind muss unterstützt werden, das straffällig gewordene Kind muss rehabilitiert werden, und das Waisenkind beherbergt werden.
- Das Kind muss das erste sein, dem in Zeiten der Not geholfen wird.
- Das Kind muss in die Lage versetzt werden, später selbstbestimmt seinen Lebensunterhalt zu verdienen, und muss vor jeder Form der Ausbeutung geschützt werden.
- Das Kind muss in dem Bewusstsein erzogen werden, dass seine Talente dem Dienst an seinen Mitmenschen gewidmet werden sollten.[13]

### UN-Kinderrechtskonvention
Nach den Gräueltaten des Zweiten Weltkriegs verabschiedeten die Vereinten Nationen 1948 die Allgemeine Erklärung der Menschenrechte. Viele waren jedoch der Ansicht, dass die Rechte der Kinder in einem gesonderten Dokument eingehender behandelt werden müssten.
Im November 1959 änderte die UNO-Generalversammlung die ursprünglichen Kriterien von Jebb und verfasste die UN-Kinderrechtskonvention. Diese bestand aus zehn nicht verbindlichen Prinzipien, die die Staaten befolgen sollten, um im besten Interesse des Kindes zu arbeiten. Diese Erklärung von 1959 war jedoch nicht rechtsverbindlich und stellte lediglich eine Erklärung allgemeiner Prinzipien und Absichten dar. Im Jahr 1989 wurde sie jedoch von der UN-Generalversammlung angenommen. Am 2. September 1990 wurde sie internationales Recht und auch von der Regierung der Bundesrepublik Deutschland ratifiziert.
Die Konvention besteht aus 54 Artikeln, die sich mit den grundlegenden Menschenrechten befassen, auf die alle Kinder Anspruch haben: das Recht auf Überleben, auf Entwicklung in vollem Umfang, auf Schutz vor schädlichen Einflüssen, Missbrauch und Ausbeutung sowie auf volle Teilhabe am familiären, kulturellen und sozialen Leben. Die vier Kernprinzipien der Konvention sind Nichtdiskriminierung, die Hingabe an das Wohl des Kindes, das Recht auf Leben, Überleben und Entwicklung sowie die Achtung der Ansichten des Kindes.
Heute dient die Konvention als Grundlage für die gesamte Arbeit von Save the Children. Sie wurde in allen Ländern der Welt ratifiziert, mit Ausnahme der Vereinigten Staaten.

## Arbeit weltweit
Save the Children ist nach eigenen Angaben die größte unabhängige Kinderrechtsorganisation der Welt. Derzeit ist die Organisation in rund 120 Ländern aktiv (Stand 2018). Ihre Arbeitsschwerpunkte liegen auf den Bereichen Bildung, Gesundheit und Überleben, Kinderschutz und der Bekämpfung von Kinderarmut. Dabei setzt die Organisation sowohl auf langfristige Projekte im Bereich Entwicklungshilfe als auch auf Einsätze in Krisensituationen, in denen schnelle humanitäre Hilfe gefragt ist. So leistete die Organisation Nothilfe nach dem verheerenden Tsunami in Asien 2004, dem Erdbeben in Haiti 2010, während der Ebola-Epidemie 2014 und den Hungerkrisen in Afrika 2011 und 2017. Die Organisation ist außerdem in Krisengebieten wie Syrien, dem Jemen und dem Irak im Einsatz und beteiligte sich in den Jahren 2016 und 2017 im Zuge der Flüchtlingskrise mit dem Schiff VOS Hestia an der Seenotrettung von Geflüchteten im Mittelmeer. Darüber hinaus ist Save the Children als Nichtregierungsorganisation auf politischer Ebene aktiv, um sich für die Rechte von Kindern starkzumachen. Unter anderem hat Save the Children Beraterstatus beim Wirtschafts- und Sozialrat (ECOSOC) der Vereinten Nationen und unterstützt die Internationale Kampagne für das Verbot von Landminen (ICBL), die 1997 den Friedensnobelpreis erhalten hat.

### Organisationsstruktur
Save the Children ist ein weltweiter Verbund: Insgesamt 28 Länderorganisationen (Stand 2018) gehören zu Save the Children International (bis 2010 Save the Children Alliance). Die Dachorganisation mit Sitz in London koordiniert seit 2011 die weltweite Projektarbeit. Seit 2019 wird sie von der schwedischen Kinderrechtsaktivistin Inger Ashing geleitet.
Save the Children führt in mehr als 120 Ländern (Stand 2018) Projekte durch, die Kindern, ihren Familien und ihrem Umfeld zugutekommen. Finanziert wird die Arbeit durch Spenden von Privatpersonen, Unternehmen und öffentlichen Gebern. Die Gesamteinnahmen von Save the Children International und allen 28 Länderorganisationen beliefen sich 2017 auf 2,2 Mrd. US$. Über die Verwendung der Spenden legen sowohl Save the Children International als auch die einzelnen Länderorganisationen in ihren öffentlich zugänglichen Jahresberichten Rechenschaft ab.

### Globale Kampagnen
Mit globalen Kampagnen arbeitet Save the Children dafür, die Rechte und die Situation von Kindern weltweit zu verbessern und auf Missstände aufmerksam zu machen.
Im Fokus der aktuellen Save the Children Kampagne „Every Last Child“ stehen seit 2016 Kinder, die ausgegrenzt, benachteiligt oder schwer zu erreichen sind. So setzt sich die Organisation zum Ziel, innerhalb von drei Jahren 15 Millionen dieser Kinder Zugang zu medizinischer Versorgung und qualitativ hochwertiger Bildung zu ermöglichen. Vergangene Kampagnen stellten Themen wie Kindersterblichkeit („EveryOne“, 2009–2015) oder den Zugang zu Bildung für Kinder in Krisengebieten („Rewrite the Future“, 2006–2008) in den Mittelpunkt.
Darüber hinaus erhielt die Organisation weltweit viel Aufmerksamkeit für ihr Video „Most shocking a Second a Day“", das im Jahr 2014 zum dritten Jahrestag des Syrien-Kriegs veröffentlicht wurde. In weniger als einer Woche sahen mehr als 20 Mio. Menschen das Video, in dem der Kriegsschauplatz aus Syrien nach London verlegt wird und das Leben eines kleinen Mädchens in kürzester Zeit aus den Fugen gerät. Bis heute zählt das Video mehr als 60 Mio. Aufrufe.

### Münchner Sicherheitskonferenz (MSK)
Seit 2018 nimmt Save the Children an der Münchener Sicherheitskonferenz teil. Die Organisation nutzt das Forum, um gezielt Kinderrechtsthemen in der Sicherheitspolitik zu platzieren. Kinderrechte sollen so Ziel der Agenda auf der Konferenz und weit darüber hinaus werden. Im Jahr 2018, bei der ersten Teilnahme der Nichtregierungsorganisation, veranstaltete Save the Children unter Leitung seiner globalen CEO, Helle Thorning Schmidt, einen Round Table zum Thema „Kinder in Kriegen“. Weitergehend wurde erstmals der Report „Krieg gegen Kinder“, auch SWOC-Report genannt, veröffentlicht. Er enthält auch eine vielfach beachtete Liste der zehn gefährlichsten Länder der Welt für Kinder enthält.
Die Teilnahme 2019 wurde durch einen von der deutschen CEO von Save the Children, Susanna Krüger, einberufenen Round Table zu „Kindern in Konflikten“ geprägt. Der Fokus lag in dem Gespräch besonders auf der Rolle des Sicherheitsrats der Vereinten Nationen. Weitergehend wurde der Report „Krieg gegen Kinder 2019“ mit den neusten Zahlen aus dem betreffenden Jahr gelauncht.
2020 wirkte Save the Children an der Sonderausgabe des Munich Security Report zu Entwicklung, Fragilität und Konflikt in der Covid-19-Ära mit.

## Save the Children Deutschland
Seit Ende 2004 ist Save the Children als gemeinnütziger Verein mit einem Büro in Berlin vertreten. Seit 2015 ist Save the Children Deutschland e. V. Vollmitglied im internationalen Verbund. Vor 2004 hatte die Organisation keinen Sitz in Deutschland, war jedoch von 1919 bis in die frühen 1960er-Jahre mit Hilfsprojekten in Deutschland aktiv, die von anderen Ländern aus koordiniert wurden. So waren Kinder in Deutschland neben Kindern aus Österreich nach dem Ersten Weltkrieg die ersten, die von der Arbeit von Save the Children profitierten. Die Save the Children Union unterstützte Kranken- und Waisenhäuser und versorgte Kinder mit Sachspenden und Essen. In Berlin entstanden sogenannten „Cacaostuben“, in denen Kinder versorgt wurden. Ein großer Teil der Spendengelder floss zudem an die sogenannte „Quäkerspeisung“. Darüber hinaus wurden Kinder in Leipzig, Köln, Hamburg und Chemnitz unterstützt.
Auch nach dem Zweiten Weltkrieg leistete Save the Children mit Massenspeisungen zunächst Nothilfe für hungernde Menschen. Darüber hinaus war die Organisation für Flüchtlinge und Vertriebene im Einsatz, beispielsweise in einem Flüchtlingslager in Uelzen. Hier verteilte Save the Children Kleidung und Nahrung und betrieb einen großen Kindergarten. Die schwedische Schwesterorganisation Rädda Barnen baute zudem deutschlandweit Ausbildungs- und Lehrlingsprojekte im Umfeld verschiedener Flüchtlingslager auf. In den frühen 1960er-Jahren zog sich die Organisation aus dem wieder prosperierenden Deutschland zurück.
Heute ist das satzungsgemäße Ziel von Save the Children Deutschland „die Förderung der Kinder- und Jugendhilfe und die Ausübung jeglicher Aktivitäten zum Schutz und der Förderung der Rechte des Kindes auf den Gebieten sozialer und medizinischer Hilfe und insbesondere in der Förderung jeglicher Unterstützung und Hilfe von Kindern in Not, die in Armut und Leid überall auf der Welt leben.“ In der Praxis bedeutet das die Akquise von Spendengeldern sowie die Umsetzung von Projekten für Kinder in Not im In- und Ausland.
Die Berliner Geschäftsstelle gliedert sich in die Bereiche Geschäftsführung, Programme und Advocacy, Unternehmenspartnerschaften und Stiftungen, Finanzen, Verwaltung und Personal, Fundraising sowie Kommunikation. Die Leitung obliegt dem hauptamtlichen Vorstand und den Geschäftsführern von Save the Children Deutschland. Für die Kontrolle sind der Aufsichtsrat sowie die Mitgliederversammlung zuständig.
Save the Children Deutschland e. V. hat für den verantwortungsvollen Umgang mit Spendengeldern vom Deutschen Zentralinstitut für soziale Fragen (DZI) das DZI-Spenden-Siegel erhalten, das auf Selbstauskünften der Organisationen beruht und nicht mehr als 30 % der Einnahmen für Werbung und Verwaltung zulässt. Im großen Spendencheck, der 2016 im Auftrag von Spiegel Online von dem Analyse- und Beratungshaus PHINEO erstellt wurde und die Transparenz von Spendenorganisationen bewertet, erhielt die Organisation 4,2 von möglichen 5 Punkten. Im Vergleich mit 50 weiteren Spendenorganisationen befand sich Save the Children Deutschland damit im oberen Drittel.

### Programmarbeit in Deutschland
Gemeinsam mit anderen Organisationen der Zivilgesellschaft, staatlichen Akteuren und mit den Kindern selbst setzt Save the Children sich dafür ein, die Kinderrechte in Deutschland nachhaltig zu stärken. Die Arbeitsschwerpunkte liegen auf den Bereichen Migration und Flucht, Bildung sowie Schutz vor Gewalt. Dabei sind vor allem Kinder im Fokus, die zum Beispiel aufgrund ihrer sozialen oder ethnischen Herkunft oder ihrer Lebenssituation benachteiligt und besonders von Kinderrechtsverletzungen betroffen sind. Dabei setzt Save the Children auf Kooperationen und Partnerschaften mit Organisationen aus der Praxis. Die NGO arbeitet in Kindergärten und Grundschulen, mit Jugendorganisationen oder in Unterkünften für geflüchtete Menschen. Kinder werden durch regelmäßige Bedarfsanalysen und Mikroprojekte aktiv mit einbezogen.

### Fortbildungen und Wissenstransfer
Save the Children berät und vernetzt Leitungen von Bildungseinrichtungen oder von Unterkünften für geflüchtete Menschen und Verwaltungsmitarbeitende zu Themen wie Kinderschutzstandards, psychosozialer Unterstützung oder Zusammenarbeit mit Eltern. Eine Zusammenarbeit mit Familien an Kitas und Grundschulen fand bis dato in 67 Einrichtungen in neun Bundesländern statt. Das daraus gewonnene Wissen wird regelmäßig in zahlreichen Publikationen der Öffentlichkeit zugänglich gemacht.

### Politische Arbeit auf Landes- und Bundesebene
Save the Children arbeitet in verschiedenen thematischen Foren wie der Bundesinitiative „Schutz von geflüchteten Menschen in Flüchtlingsunterkünften“ mit und berät Landesregierungen zu der konkreten Ausgestaltung ihres Handelns, um strukturell Kinderrechte der am meisten benachteiligten Kinder in Deutschland sichern zu können.
Mit dem sogenannten „Kinderrechte-Check für geflüchtete Kinder“ hat die NGO einen Qualitätsrahmen entwickelt, der die Unterbringungsbedingungen im Hinblick auf die Umsetzung von Kinderrechten überprüft und transparent macht.

### Zusammenarbeit und Mitgliedschaften im deutschen Kontext
Save the Children ist Mitglied der „National Coalition“ zur Umsetzung der UN-Kinderrechtskonvention in Deutschland sowie Teil der Globalen Bildungskampagne, die sich zum Ziel gesetzt hat, allen Kindern weltweit Bildung zu ermöglichen.

### Notunterkunft Berlin-Tempelhof
2015 eröffnete Save the Children einen „Schutz- und Spielraum“ für geflüchtete Kinder in der Notunterkunft Berlin-Tempelhof, in dem Kinder von geschulten Mitarbeitern betreut wurden und spielen konnten. Das Konzept wurde von weiteren Notunterkünften adaptiert.

### Kampagnen und Aktionen
Mit verschiedenen Kampagnen und Aktionen macht Save the Children in Deutschland auf Kinderrechtsthemen aufmerksam.
Mit dem „Schal fürs Leben“ ruft die Organisation gemeinsam mit der Frauenzeitschrift Brigitte seit 2014 zur Unterstützung von syrischen Flüchtlingskindern auf. Bei der Aktion kann der Aktionsschal selbst gestrickt oder gekauft werden, um dann durch das Tragen Solidarität mit den syrischen Kindern zu zeigen. Ein Anteil des Verkaufspreises geht an Save the Children Deutschland. Bei der Aktion beteiligen sich jedes Jahr Prominente wie z. B. die Schauspielerinnen Lavinia Wilson und Ulrike C. Tscharre, die Journalisten und Moderatoren Ingo Zamperoni und Caren Miosga, die Künstler Anne-Sophie Mutter, Sophie Hunger und Igor Levit, die Politikerinnen Annalena Baerbock und Bärbel Kofler, sowie der Designer Guido Maria Kretschmer, u.v.m. 2020 gewann Save the Children für die Kampagne den renommierten Onlinekommunikationspreis DEPOK.
Von 2009 bis 2015 beteiligte sich Save the Children Deutschland an der internationalen Kampagne „EVERY ONE“, mit der die Organisation auf die hohe Kindersterblichkeit in vielen Entwicklungsländern aufmerksam gemacht hat. Ein großer Teil dieser Kinder sterbe an Krankheiten, die heilbar und mit einfachen, kostengünstigen medizinischen Mitteln zu verhindern sind. In Deutschland unterstützten unter anderem der Schauspieler Christian Berkel und die Schwimmerin Britta Steffen die Aktion.
Auch organisationsübergreifend ist Save the Children aktiv. So ist die Organisation u. a. Mitglied der Globalen Bildungskampagne, bei der sich Nichtregierungsorganisationen und Gewerkschaften für das Recht aller Menschen auf eine gute, inklusive Bildung einsetzen. Mit öffentlichen Aktionen und Stellungnahmen macht das Bündnis auf die mangelhafte Umsetzung dieses Rechtes und auf nötige Maßnahmen zur Verbesserung der Bildungschancen weltweit aufmerksam.

## Save the Children Schweiz
Save the Children Schweiz besteht seit 2006 als eigenständiger sowie politisch, ideologisch und konfessionell unabhängiger Verein. Save the Children Schweiz ist Zewo-zertifiziert und finanziert seine gemeinnützige Arbeit zum Wohl der Kinder ausschließlich durch Spenden und Zuwendungen von Privatpersonen, Stiftungen und Unternehmen sowie der öffentlichen Hand. Das Zewo-Gütesiegel steht für einen zweckbestimmten, wirtschaftlichen und wirksamen Einsatz der Spendenmittel und wird für fünf Jahre erteilt.
Save the Children setzt sich in der Schweiz und weltweit gezielt für die Rechte der Kinder ein und sorgt für die medizinische Versorgung, die Nahrung, die Ausbildung und den Schutz von Kindern, unabhängig von ihrem Geschlecht, ihrer Herkunft oder ihrem Glauben.
Die nationalen und internationalen Programme und Projekte von Save the Children Schweiz finden in den Schwerpunkten Bildung, Gesundheit und Ernährung, Kinderschutz Not- und Katastrophenhilfe sowie Sicherstellung der Kinderrechte statt.
In der Schweiz engagiert sich die Kinderrechtsorganisation für ein Verbot von Körperstrafen. Außerdem setzte Save the Children in Asyl- und Verfahrenszentren sogenannte kinderfreundliche Räume um. Kinder- und jugendfreundliche Räume sind ein international erprobtes und evaluiertes Programm zur professionellen Unterstützung und Schutz von Kindern und minderjährigen Jugendlichen, die während und nach Krisensituationen in Gemeinschaftsunterkünften leben. Das Programm bietet traumatisierten Kindern und Jugendlichen die Möglichkeit, zur Ruhe zu kommen und trägt zur Stärkung ihrer Resilienz bei. Ein sicherer Ort, altersgerechte Aktivitäten, entwicklungsfördernde Anregungen und klare Strukturen erlauben den Kindern, ein Stück Normalität und Sicherheit zurückzuerlangen und bieten ihnen Orientierung und Stabilität. Sie dient zudem als Projektpartnerin für Initiativen, die der Integration, Bewegungsförderung und persönlichen Entwicklung von Kindern, insbesondere solchen aus benachteiligten Verhältnissen, förderlich sind.
Projekte im asiatischen Raum prägen mit rund einem Drittel aller Projektausgaben (Geschäftsjahr 2017) die geografische Ausrichtung der Arbeit von Save the Children Schweiz, zentral sind auch die Engagements im Nahen Osten sowie auf dem afrikanischen Kontinent. In Not- und Katastrophenfällen beteiligt sich Save the Children Schweiz an international koordinieren Nothilfeaufrufen. Relevant waren in den vergangenen Jahren insbesondere Sammelaktionen für die Hungerkrise am Horn von Afrika, für Kinder im Syrien-Konflikt oder für die aus Myanmar geflüchteten Rohingya. Save the Children hat im Jahr 2017 Zuwendungen im Umfang von 28,3 Millionen Schweizerfranken erhalten. Von jedem Spendenfranken flossen im selben Jahr 88 Rappen direkt in nationale und internationale Projekte zur Förderung und Umsetzung der Kinderrechte.
Save the Children Schweiz ist seit dem Jahr 2015 offizieller Partner der Spendensammelorganisation Glückskette.

## Kritik

### Preis für Tony Blair
Im November 2014 erhielt der ehemalige britische Premierminister Tony Blair vom amerikanischen Arm der Organisation einen Preis für sein Lebenswerk verliehen. Dagegen wehrten sich ca. 200 Mitglieder mit dem Argument, den Initiator der britischen Beteiligung am Irakkrieg als Schützer der Kinder zu ehren, sei zynisch und beschädige die Marke der Organisation.

### Bildsprache
2016 erhielt Save the Children Netherlands den Rusty Radiator Award für das Fundraising-Video „Give to Children like Jon. Donate now!“ Der Rusty Radiator Award wird jährlich von dem Norwegian Students’ and Academics’ International Assistance Fund (SAIH) an jenes Fundraisinig-Video verliehen, welches sich am stärksten durch den negativen Einsatz von Stereotypen hervorhebt. Die Jury begründete ihre Entscheidung folgendermaßen:„This video is the epitome of ‘poverty pornography’ as it focuses solely on the bare lives of the suffering children and fetishizes their bodies (e.g. their swollen bellies because of starvation). It presents people in the South as helpless and unable to overcome their sufferings without help from the outside.“ (radiaid.com)
Save the Children reagiert auf solche Kritik mit dem Hinweis, dass die gezeigten Bilder die Realität abbilden. Nicht die Bilder würden die Würde der abgebildeten Menschen verletzen, sondern die Umstände, die zu ihrer Not führen. Diese Realität gelte es zu zeigen, damit möglichst viele Menschen für diese Missstände sensibilisiert werden und erkennen, dass Kindern in Not geholfen werden kann.
Dabei werde genau geprüft, welches Bildmaterial in den TV- oder Video-Spots eingesetzt werde. Einen Beitrag zur Diskussionen über die Darstellung der globalen Armut und die NGO-Kommunikation liefert die Organisation u. a. mit der Studie „The People in the Pictures“. Hier werden u. a. Menschen befragt, deren Lebenssituation für Fundraising-Zwecke abgebildet wurde.

### Seenotrettungshilfe im Mittelmeerraum 2016/17
Im September 2023 berichtete der Focus, dass ihm ein 650 Seiten starker Report mit Ermittlungsergebnissen der Staatsanwaltschaft in Trapani aus dem Jahr 2020 vorliege, der sich auf Ereignisse aus den Jahren 2016/2017 beziehe. Er belege die Zusammenarbeit zwischen Schleppern und NGOs, darunter Save the Children. Laut den italienischen Ermittlern sollen die Organisationen „ein komplettes System zur Organisation, Erleichterung und Unterstützung der illegalen Einwanderung auf der Grundlage von Schiffen entworfen“ haben. In einem Fall sei dokumentiert worden, wie das von Save the Children betriebene Schiff knapp vor der Küste Libyens im Kontakt mit den Menschenhändlern eine Vielzahl an Personen aus mehreren Booten aufgenommen habe. Eine Kooperation habe es etwa mit Abdulsalem Suleiman Dabbashi gegeben, der zu dieser Zeit zu einem mächtigen Schleuser-Clan in der westlibyschen Hafenstadt Sabrata gehörte. Das Familienoberhaupt des Clans, Ahmed Dabbashi, finanzierte mithilfe der Einnahmen aus dem Schleppergeschäft eine eigene Miliz, die in den Kriegswirren nach dem Ende der Gaddafi-Diktatur in dem nordafrikanischen Land mitmischte. Clanchef Dabbashi steht wegen seiner Verbrechen auf der EU-Sanktionsliste. Laut Polizei hielten die Hilfsorganisationen jene Fotos und Videos, die Schleuser zeigten, wenn sie Migranten zu den Rettungsbooten brachten, unter Verschluss. In den damaligen schriftlichen Einsatzregeln von Save the Children war festgelegt: „Save the Children kommt der Aufforderung nicht nach, Foto-/Medienmaterial zum Zweck der Identifizierung von Menschenhändlern usw. zu übergeben“
Die betroffenen NGOs widersprechen dem Vorwurf einer Zusammenarbeit mit Schleppern. Gegen 21 Mitglieder der NGOs wurde im März 2021 Anklage wegen „Beihilfe zur unerlaubten Einreise nach Italien“ erhoben. Die Anklagen wurden im April 2024 fallengelassen und die Verfahren eingestellt.